# Édouard Hachin
Pour les articles homonymes, voir Hachin.
Georges-Édouard Hachin est un poète, chansonnier, vaudevilliste et goguettier français né le 20 mai 1808 à Arras et mort le 18 mai 1891 dans le 3e arrondissement de Paris,.
À partir de 1832 et jusqu'à sa mort, il est membre de la célèbre goguette parisienne de la Lice chansonnière. Dès 1878, il est le plus ancien membre et également le président d'honneur.
Il a également fait partie de la goguette parisienne du Pot-au-Feu.
Après avoir connu une notoriété certaine, il est à présent oublié du grand public.

## Biographie en 1878

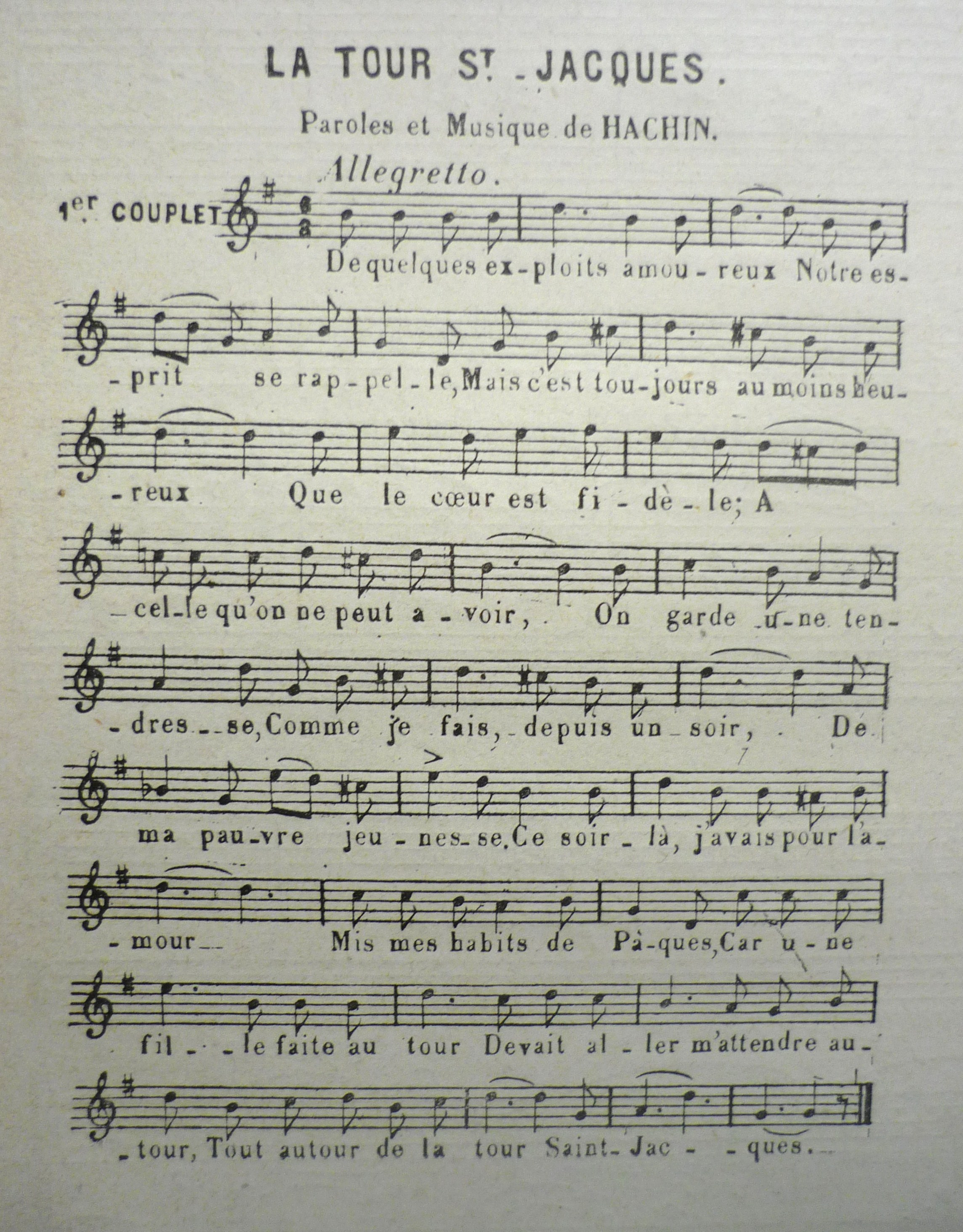
Partition de la Tour Saint-Jacques, un grand succès de Édouard Hachin.

Louis-Henry Lecomte écrit dans La Chanson en juin 1878 :
Le nom d'un auteur fait souvent le succès d'un livre ; une chanson, au contraire, peut réussir complètement sans qu'il vienne à l'idée de ceux qui l'apprennent de regarder la signature qui la termine. De là vient que la réputation de beaucoup de chansonniers émérites ne dépasse pas les cercles spéciaux qu'ils fréquentent ; de là résulte, pour ceux que révolte l'injustice, l'obligation de crier haut et souvent au public les noms de ceux qui le charment par des chants émus, l'instruisent dans de mâles couplets ou l'amusent par de gaulois refrains.
Édouard Hachin est un de ces derniers. Il a surtout cherché et trouvé les effets de rire ; cependant, à l'occasion, sa muse a donné la note philosophique avec une vigueur remarquable. Ce n'est donc pas faute d'aptitude ou de savoir qu'il a souvent préféré la gaudriole au sermon rime, mais par un goût de nature que nous nous garderons bien de blâmer, la chanson devant avoir toujours et partout ses franches coudées. Après tout, le public est juge souverain, et si le poète rencontre le succès dans la voie qu'il a choisie, c'est lui qui a raison contre les plus savantes critiques; or, c'est le cas du chansonnier que nous racontons aujourd'hui.
Georges-Édouard Hachin est né à Arras le 20 mai 1808, de parents industriels. Venu à Paris en 1822, il y apprit le métier de fabricant d'instruments de mathématiques, qu'il abandonna pour l'ornement militaire ; finalement il devint spécialiste dans la fabrication des porte-mousquetons. Pendant de longues années, Hachin dirigea, rue de Braque, un modeste établissement, cherchant le progrès, améliorant les instruments de son travail. Il se signala principalement par l'invention d'un tour à percer, à conscience mobile, dont l'industrie tira grand parti.
Quand le dimanche fermait l'atelier, Hachin, comme un écolier en vacances, savourait gaiement sa liberté. De bonne heure assidu aux réunions chantantes, il se contenta d'abord d'écouter, puis le désir le prit d'essayer ses forces. La Lice chansonnière, fondée en 1831, le reçut l'année suivante, au nombre de ses sociétaires. Hachin débuta là par un tableau grivois, Javotte. De sa fenêtre, l'auteur observe une voisine qui reçoit de nombreuses visites; il s'aperçoit bientôt que l'épicier, le bijoutier, et autres négociants libres-échangistes troquent là leurs fournitures pour d'autres non patentées; dès lors, à chaque arrivant, il exhorte la belle :
Allons, Javotte,
Frippe ta cotte...
tout cela dit en vers lestes, faciles et corrects. Javotte, bien accueillie, eut bientôt une sœur, de même nature charitable. Ayant pris leçons variées d'un berger, d'un prêtre et d'un soldat, Gertrude vient à Paris pour se faire reconnaître femme libre par les Saint-Simoniens. Elle expose ses principes dans ce couplet bien tourné :
On ne veut que plaisirs décents
Pour filles de mon âge,
Moi, j'adore tous ceux des sens
Et j'en fais grand usage.
Fi ! de celle qui blâmera
Cette douce habitude;
L'apprendra
Qui voudra,
Larira :
Gertrude n'est pas prude.
À ces gauloiseries, publiées dans le premier volume de la Lice Chansonnière, succéda un gracieux portrait peint avec esprit et verve, Ma Lison, ma Lisette. On a parfois attribué cette œuvre à Béranger qui, certes, eût pu la signer sans danger pour sa gloire. Écoutons les principaux traits du caractère de l'héroïne :
Qui, n'ayant pour tout bien
Que sa mine drôlette,
Aux baisers d'un vaurien
Vient la livrer pour rien ?...
Aux pauvres, en son chemin,
Qui donne à l'aveuglette,
Sans songer que demain
Elle sera sans pain ?
C'est ma Lison, ma Lisette,
La grisette,
C'est ma Lison,
Que j'adore avec raison,
Ma Lisette parut, en 1835, dans le second volume de La Lice. Le même recueil contient de Hachin deux productions qui présentent un contraste intéressant avec cette chanson légère. C'est d'abord une élégie, le Jeune malade, dont nous donnerons un extrait :
Je vous fais un dernier adieu,
Oiseaux qui désertez nos rives ;
L'automne à ma poitrine en feu
Fait sentir des douleurs plus vives ;
La mort vient avec les autans
Me couvrir d'ombres éternelles,
Vous ne reviendrez qu'au printemps :
Adieu, timides hirondelles.
puis un chant patriotique, inspiré par la mort de Lafayette, et dont nous citerons également quelques vers :
À nous, terre du Nouveau-Monde,
Vient greffer celle de l'ancien ;
Ta sève la rendra féconde,
D'elle naitra l'arbre du bien.
Du bonnet que ceindra son faîte,
Tous les partis, pour se couvrir,
Viendront pardonner et s'unir
Sur le tombeau de Lafayette.
Les maîtres du genre; ont-ils fait beaucoup mieux ? Hachin, cependant, revint à la muse folâtre avec Jeanneton, éloge d'une « très-bonne fille. » Une seconde chanson, inspirée par la Javotte de ses débuts, parut ensuite, mais sur un ton plus élevé que la première. On lira deux couplets des Rideaux avec un plaisir égal à celui que nous éprouvons à les transcrire :
Seul et m'amusant de vos fautes,
J'en dessinais les gais portraits,
Mais j'ai chez moi de nouveaux hôtes,
Lise y vient loger ses attraits.
Ma Lisette est encor timide
A des jeux pour elle nouveaux,
L'exemple peut rendre intrépide :
Javotte, tirez vos rideaux.
Plus riche j'eusse, à la fenêtre
D'où Lise lorgne vos ébats,
Mis un voile, mais le bien-être,
Peu de rimeurs l'ont ici-bas.
De mon âtre employant la suie,
Vingt fois j'ai terni les vitraux,
Mais Lise toujours les essuie :
Javotte, tirez vos rideaux.
S'inspirant d'une légende : de son pays natal, Hachin publia, vers la même époque, une énergique invocation sous ce titre la Chandelle d'Arras. Les circonstances actuelles en refont une actualité :
Lorsque sur Luther ou les siens,
L'enfer vomissait les Jésuites,
Elle, d'Arras lançait Damiens
Et démasquait ces hypocrites.
Ils ont encore ongles et dents,
Mal cachés par leur soutanelle ;
Ah ! bonne Vierge des Ardents
Jetez encore une chandelle !
À mesure que s'avance notre tâche, nous nous sentons pris de scrupule. Nous avons, en commençant, présenté Hachin comme ayant pour les grivoiseries une prédilection de nature ; or, jusqu'ici, nous avons rencontré dans son œuvre autant de couplets élevés que de plaisanteries. La proportion serait même plutôt en faveur des productions morales, si nous observons surtout que l'âge, sans diminuer le talent du chansonnier, a épuré sa verve. Il nous faut donc considérer Hachin comme un poète moraliste autant que charmant. Les chansons qui nous restent à énumérer justifieront amplement notre dire. En effet, si Hachin a célébré, sous le nom de Turlupin Turlupinéau, le principal ornement du sexe fort, et rimé l'histoire scabreuse du Calorifère à Suzon, il a successivement écrit les Rues d'Anjou et de Poitou, anecdote aimable, le Dépenseur, confession amusante, Mon Taudis, description humoristique, M. Taupineau, les Bateaux-Mouches, On demande des ouvrières, la Tour Saint-Jacques, frais souvenir de jeunesse, dont la vogue n'est pas épuisée, enfin La Limaille, chanson d'atelier dont nous signalerons le premier couplet comme donnant de l'auteur l'idée la plus exacte :
Le jour paraît, et la forge s'allume
Allons, gaîment, forgerons et limeurs,
Que nos chansons et le bruit de l'enclume
De ce quartier réveillent les dormeurs !
Le fer brûlant, que l'acier rouge ou taille
Au goût des arts par nous va se plier :
Sous nos efforts, tombez, fine limaille,
Au bruit joyeux des chants de l'atelier.
Travail et chanson, ces deux mots résument l'homme. Hachin n'a manié la plume que pour se délasser de l'outil ; cela seul explique l'indifférence qu'il affiche pour ses œuvres, remarquables cependant au triple point de vue de la justesse de l'idée, de la simplicité du vers et de la richesse des rimes.
Hachin, dans sa jeunesse, écrivit, en collaboration avec Roland Bauchery, quelques vaudevilles : la Ravaudeuse du carrefour Bussy (3 actes), la Cardeuse de matelas (2 actes), Fleur des champs (1 acte), la Famille du Paveur (1 acte), et des intermèdes comme le Livret de Pichard. Tout cela, quoique applaudi, ne réussit pas à le faire vivre, et il eut la sagesse d'abandonner le théâtre pour ne pas négliger son industrie.
Après cinquante-quatre ans d'un travail manuel assidu, Hachin a pu se retirer en 1876, et vit aujourd'hui d'une aisance modeste, qui lui permet de satisfaire son goût pour la muse. À quelqu'un qui le blâmait à tort de rimer, il adressait dernièrement ce philosophique couplet:
Je ne veux jamais me défendre
De n'être né que pour aimer ;
Parmi les belles au cœur tendre
La chanson a su me charmer.
C'est la meilleure des maîtresses,
Qui m'aime encor, vieux que je suis ;
C'est une femme à qui je puis
Confier toutes mes tendresses.
Je n'en ai pas d'autre profit ;
C'est peu, mais cela me suffit.
N'est-ce pas finement et dignement répondu.
Toujours assidu aux réunions chantantes, surtout à celles de la Lice, dont il est le plus ancien membre et le président d'honneur, Hachin y détaille parfois une production nouvelle, digue de ses aînées. Au banquet de Mai, nous l'avons entendu dire le Pierrot, spirituel dialogue, dont voici la conclusion: 
Mais, hélas ! mon pierrot partit,
Malgré ce que j'avais en tète ;
Je vis qu'il voulait faire un nid
Et non des chansons, pas si bête !
Des rêves de l'illusion,
Le vrai travailleur se retire ;
Mieux vaut faire un nid d'oisillon,
Que de chanter pour ne rien dire.
Mon cher petit pierrot,
Je ne veux pas faire un volume,
Ami, prête-moi ta plume
Pour écrire un mot.
On voit que les soixante-dix ans sonnés de Hachin n'enlèvent rien à la fraîcheur de ses inspirations. Mais pourquoi ne pas vouloir faire un volume ? Pourquoi ne pas réunir les couplets divers disséminés dans des recueils inaccessibles au public ? C'est à ce travail utile que Hachin devrait employer ses loisirs. Tous les amis de la chanson seraient heureux de posséder l'œuvre complète de ce poète de haut goût, doublé d'un homme estimable.

## Après 1878

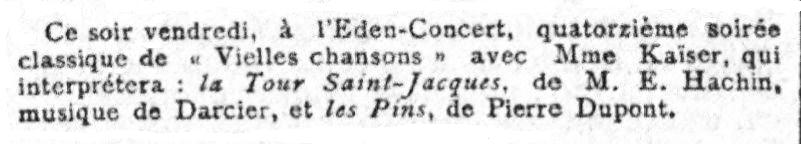
La chanteuse Augustine Kaiser chante à Paris en juin 1886.

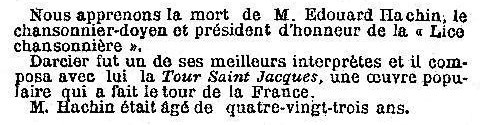
Le Matin, 21 mai 1891.

Le Temps du 18 juillet 1879, dans son compte-rendu du pèlerinage annuel au tombeau de Béranger au cimetière du Père-Lachaise, mentionne la présence de Édouard Hachin :
Hier, à trois heures et demie, a eu lieu le pèlerinage annuel au tombeau de Béranger.
Le rendez-vous était à trois heures, devant la grande porte du Père-Lachaise. Plus de deux mille personnes, réunies à l'heure précise, ont accompagné les organisateurs au cimetière.
Divers discours, écoutés avec recueillement, ont été prononcés par MM. Édouard Hachin, président d'honneur de la Lice chansonnière ; Henri Lecomte ; Eugène Baillet ; Charles Vincent, président du Caveau ; Alfred Leconte, député de l'Indre, et enfin Engelbauer, parent de Béranger.
En 1881, Édouard Hachin fait partie des habitués de la goguette du Pot-au-Feu. La même année il écrit une chanson comique : Voyages de la Lice, consacrée aux nombreux déménagements forcés de la Lice chansonnière, entraînés de 1832 à 1856 par les tracasseries policières.
En 1888, il est toujours très actif. Henri Avenel écrit dans Chansons et chansonniers :
Édouard Hachin, malgré ses quatre-vingts ans, chante encore une chanson nouvelle à chaque banquet de la Lice. Il est resté vif, alerte et spirituel. Il ne s'est jamais senti vieillir, l'heureux homme !
C'est vous dire qu'il rit, chante et boit comme un véritable chansonnier de la vieille école... qui est la bonne !
Édouard Hachin meurt en mai 1891.